# Sân bay Santiago Peréz
Sân bay Santiago Perez (IATA: AUC, ICAO: SKUC) là một sân bay tại Arauca, tỉnh lỵ  tỉnh Arauca của Colombia. Sân bay này có một đường băng dài 2100 m bề mặt nhựa đường.

## Các hãng hàng không và các tuyến điểm đến
Hiện có các hãng hàng không sau đang hoạt động tại sân bay này:
- EasyFly (Bogotá)
- SATENA (Bogotá, Bucaramanga)
- Searca (Bogotá and charter destinations)